# Anthony da Silva
Anthony da Silva (Le Creusot, Francia, 20 de diciembre de 1980), más conocido como Tony, es un futbolista francés, aunque también tiene nacionalidad portuguesa. Juega de defensa y su equipo actual es el Futebol Clube Paços de Ferreira de Portugal.

## Biografía
Tony, que actúa de defensa por la banda derecha, empezó su carrera profesional en el GD Chaves. Luego se unió al CF Estrela da Amadora, equipo con el que debuta en la Primera División de Portugal.
Estuvo a punto de fichar por el Steaua de Bucarest, pero finalmente decidió marcharse a otro equipo de Rumania, el CFR Cluj, con el que firma un contrato en enero de 2007. Debuta en la Liga I el 24 de febrero en el partido CFR Cluj 1-1 Ceahlăul Piatra Neamţ. Con este equipo se procamó campeón de Liga y Copa en 2008. A finales de ese mismo año sufrió una lesión que le tuvo apartado de los terrenos de juego, aunque reapareció a mediados de 2009 para ayudar a su club a levantar el título de campeón de Copa de Rumanía 2009.

## Clubes
| Club                            | País     | Año       |
| ------------------------------- | -------- | --------- |
| GD Chaves                       | Portugal | 2001-2005 |
| CF Estrela da Amadora           | Portugal | 2005-2006 |
| CFR Cluj                        | Rumania  | 2007-2010 |
| Vitória SC                      | Portugal | 2011-2012 |
| Futebol Clube Paços de Ferreira | Portugal | 2012-     |

## Títulos
- 1 Liga de Rumania (CFR Cluj, 2008)
- 2 Copa de Rumania (CFR Cluj, 2008y 2009[1])
- 2 Supercopa de Rumanía (CFR Cluj, 2008y 2009)